# Highmore
Highmore è un comune (city) degli Stati Uniti d'America e capoluogo della contea di Hyde nello Stato del Dakota del Sud. La popolazione era di 795 abitanti al censimento del 2010.

## Geografia fisica
Highmore è situata a 44°31′07″N 99°26′28″W (44.518700, -99.441106).
Secondo lo United States Census Bureau, la città ha una superficie totale di 4,88 km², dei quali 4,88 km² di territorio e 0 km² di acque interne (0% del totale).

## Storia
Un ufficio postale chiamato Highmore è in funzione dal 1882. La città prende questo nome a causa della sua elevata altitudine.

## Società

### Evoluzione demografica
Secondo il censimento del 2010, la popolazione era di 795 abitanti.

### Etnie e minoranze straniere
Secondo il censimento del 2010, la composizione etnica della città era formata dal 91,7% di bianchi, lo 0% di afroamericani, il 6,54% di nativi americani, lo 0,13% di asiatici, lo 0% di oceanici, lo 0,38% di altre razze, e l'1,26% di due o più etnie. Ispanici o latinos di qualunque razza erano l'1,89% della popolazione.